# Hybocamenta rufopilosa
Hybocamenta rufopilosa är en skalbaggsart som beskrevs av Moser 1924. Hybocamenta rufopilosa ingår i släktet Hybocamenta och familjen Melolonthidae. Inga underarter finns listade i Catalogue of Life.